# Babka pustynna
Babka pustynna (Chlamydogobius eremius) – gatunek ryby z rodziny babkowatych (Gobiidae).

## Występowanie
Południowa Australia.
Żyje w jeziorach i strumieniach powiązanych z wodami artezyjskimi, zacienionych partiach wśród kamieni lub roślinności. Zazwyczaj żyje w wodach o temperaturze 10-35 °C, pH 7-8, twardości dH 9-19, jednak jest znajdowana w miejscach o bardzo dużych i szybkich różnicy temperatur i zasolenia. Badania laboratoryjne wykazały, że znosi wahania temperatury od 5 do 41 °C, zasolenia od 0 do 60‰, pH od 6,8 do 11,0 oraz bardzo niski poziom tlenu rozpuszczonego w wodzie.

## Cechy morfologiczne
Osiąga 6 cm długości.

## Odżywianie
Żywi się owadami, skorupiakami, nitkowatymi wodorostami i resztkami organicznymi.

## Rozród
Trze się od XI do III. Samica składa ikrę w jamkę pod kamieniem, przyklejając ją do jego dolnej powierzchni. Samiec strzeże ikry. Inkubacja przy temperaturze 27-30 °C trwa 10-17 dni.